# Son Montserrat
Son Montserrat és una possessió del terme municipal de Llucmajor, Mallorca, situada al vessant meridional del Puig de Randa, entre s'Aresteta, s'Aresta i Son Ponç. El segle xiv era anomenada Rafal de Binigalip. El 1380 era de Guillem Valentí Burguera que la va vendre a Guillem Picornell. Fou dels Picornell fins al 1446 que la va vendre a Antoni Pons, de malnom Montserrat, d'on prové l'actual nom de la possessió. Després el 1493 passà a la família dels Montserrat. El 1643 tenia cases amb celler i molí de sang. Es dedicava a garroverars, vinya i conreu de cereals i lleguminoses. El 1687 també conreava lli i tenia ramaderia ovina i porcina.

## Construccions
La casa de la possessió té forma d'"L" i integra l'habitatge humà i diverses dependències agropecuàries (portassa, celler, cups que conserven la premsa, pallissa, estables i forn). De forma aïllada hom en troba d'altres, com les solls i els sestadors. Quant a les instal·lacions hidràuliques hom troba un aljub, un pou i una cisterna adossada a la façana principal de l'habitatge. L'habitatge és de dues crugies i dues altures (planta baixa i porxo). La façana principal està orientada al migjorn, i presenta una disposició simètrica de les obertures sobre tres eixos verticals. Hi ha una escala adossada que dona accés a un terrat annex. La planta baixa consta d'un portal d'entrada d'arc de mig punt amb llindar, dovelles i carcanyols, flanquejat per dos finestrons atrompetats. El porxo presenta tres finestres allindanades, dues d'elles amb ampit motllurat i l'altra amb l'ampit mutilat.